# Gregorz Mielcarski
Gregorz Mielcarski (Chełmno, 19 marzo 1971) è un ex calciatore polacco, di ruolo attaccante.

## Carriera
Con la Nazionale polacca ha vinto la medaglia d'argento ai Giochi olimpici 1992.